# Qualificações para o Campeonato Europeu de Futebol de 2020
A Qualificação para o Campeonato Europeu de Futebol de 2020 foi uma competição de futebol pela qual foram definidas as 24 seleções participantes do Campeonato Europeu de Futebol de 2020. A competição foi vinculada à Liga das Nações da UEFA de 2018–19, dando as seleções uma rota secundária para se qualificar para o torneio final. Pela primeira vez desde 1976, nenhuma equipa qualificou-se automaticamente como país anfitrião, uma vez que não foi adotado o sistema de sede fixa.
Ao todo, 55 países foram representados no processo de qualificação, com a participação inédita do Kosovo.

## Formato
Não houve vaga automática para o país sede, e todas as 55 equipas nacionais da UEFA, incluindo as 12 seleções cujos países foram selecionados para receber jogos da competição, tiveram que competir nas eliminatórias para os 24 lugares no torneio final. O fato das cidades-sede terem sido designadas pela UEFA em setembro de 2014, antes das eliminatórias, tornou possível que seleções de algumas cidades-sede não conseguissem se classificar para a disputa.
Com a criação da Liga das Nações, a partir de 2018, este torneio passou a estar ligado às qualificações para a Euro, proporcionando às seleções outra oportunidade para chegarem ao principal torneio de seleções do continente.

### Fase de grupos
O processo de qualificação principal começou em março de 2019, em vez do final de 2018, logo após a Copa do Mundo de 2018.  O formato permaneceu basicamente o mesmo, com 20 das 24 equipes para o torneio final sendo decididas pela fase de grupos. Após a admissão do Kosovo à UEFA, em maio de 2016, foi anunciado que as 55 seleções seriam sorteadas em 10 grupos após a conclusão da fase de "Liga" da Liga das Nações de 2018-19, com o sorteio baseado no ranking geral da Liga das Nações de 2018-19. Haveriam cinco grupos de cinco equipes, e outros cinco grupos de seis equipes, com os quatro participantes da fase final da Liga das Nações com a garantia de serem divididos em grupos de cinco equipas (para que pudessem concluir suas finais da Liga das Nações em junho de 2019). As duas melhores em cada um dos 10 grupos se qualificariam para o Campeonato Europeu de Futebol de 2020.

### Critérios de desempate
Se duas ou mais equipas empatassem em pontos na conclusão das partidas do grupo, os seguintes critérios de desempate seriam aplicados: 
1. Maior número de pontos obtidos nos jogos disputados entre as equipas em questão;
2. Melhor diferença de golos nos jogos disputados entre as equipas em questão;
3. Maior número de golos marcados nos jogos disputados entre as equipas em questão;
4. Maior número de golos marcados fora de casa nos jogos disputados entre as equipas em questão;
5. Se, após ter aplicado os critérios de 1 a 4, as equipas ainda tiverem uma classificação igual, os critérios de 1 a 4 serão reaplicados exclusivamente aos jogos entre as equipas em questão para determinar sua classificação final. [a] Se este procedimento não levar a uma decisão, aplicam-se os critérios 6 a 10;
6. Diferença de golos superior em todas as partidas do grupo;
7. Maior número de golos marcados em todas as partidas do grupo;
8. Maior número de golos fora marcados em todas as partidas do grupo;
9. Maior número de vitórias em todas as partidas do grupo;
10. Maior número de vitórias fora em todas as partidas do grupo;
11. Fair play em todas as partidas do grupo (1 ponto por cartão amarelo, 3 pontos por cartão vermelho como consequência de dois cartões amarelos, 3 pontos por cartão vermelho directo, 4 pontos por cartão amarelo seguido de cartão vermelho directo);
12. Posição no ranking geral da Liga das Nações da UEFA.

Notas
1. ↑  Quando existem duas ou mais equipas empatadas em pontos, os critérios de 1 a 4 são aplicados. Após esses critérios serem aplicados, eles podem definir a posição de algumas das equipas envolvidas, mas não todas. Por exemplo, se houver um empate entre três seleções nos pontos, a aplicação dos quatro primeiros critérios só pode quebrar o empate para uma das equipas, deixando as outras duas equipas ainda empatadas. Nesse caso, o procedimento de desempate é retomado, desde o início, para as equipas que ainda estão empatadas.

### Repescagem
Após a fase de grupos, a repescagem será disputada em março de 2020 para determinar as 4 seleções restantes para o torneio final. Ao contrário das edições anteriores, os participantes da repescagem não serão decididos com base nos resultados da fase de grupos de qualificação. Em vez disso, 16 equipas serão selecionadas com base no seu desempenho na Liga das Nações da UEFA de 2018–19. Essas equipas serão divididas em quatro caminhos, cada um contendo quatro equipas, com uma equipa de cada caminho se classificando para o torneio final. Cada liga terá seu próprio caminho se pelo menos quatro equipas ainda não se tiverem classificado na fase de grupos de qualificação convencional. Os vencedores do grupo da Liga das Nações qualificam-se automaticamente para o caminho do play-off da sua liga. Se um vencedor do grupo já se qualificou através da fase de grupos de qualificação, será substituído pelo próximo melhor classificado na mesma liga. No entanto, se não houver equipas não qualificadas suficientes na mesma liga, o ponto será destinado à próxima melhor equipa no ranking geral. No entanto, os vencedores do grupo não podem enfrentar equipas de uma liga superior.
Cada caminho da repescagem terá duas semifinais de partida única e uma final de partida única também. A equipa com melhor classificação será a anfitriã do quarto colocado, e o segundo colocado receberá o terceiro colocado. A anfitriã da final será decidida por um sorteio, com a vencedora das semfinais 1 ou 2 recebendo a final. Os quatro vencedores da repescagem vão juntar-se às 20 equipas que já se terão classificado para o Campeonato Europeu de Futebol de 2020.

### Critérios para classificação geral
Para determinar a classificação geral das eliminatórias, os resultados contra equipas em sexto lugar são descartados e os seguintes critérios são aplicados:
1. Posição no grupo;
2. Maior número de pontos;
3. Diferença de golos superior;
4. Maior número de golos marcados;
5. Maior número de golos marcados fora de casa;
6. Maior número de vitórias;
7. Maior número de vitórias fora de casa;
8. Fair play (1 ponto para um único cartão amarelo, 3 pontos para um cartão vermelho como consequência de dois cartões amarelos, 3 pontos para um cartão vermelho directo, 4 pontos para um cartão amarelo seguido de um cartão vermelho directo);
9. Posição no ranking geral da Liga das Nações da UEFA.

## Calendário
Este é o calendário das qualificações.
Devido a pandemia de COVID-19 na Europa a repescagem que originalmente seriam disputadas em 26 e 31 de março de 2020 foram adiadas pela UEFA em 17 de março de 2020. Em um primeiro momento as partidas da repescagem foram marcadas 4 e 9 de junho porém em 1 de abril de 2020 a UEFA novamente adiou as partidas. O calendário da repescagem foi revisado pelo Comitê Executivo da UEFA durante a reunião que ocorreu em 17 de junho de 2020. Na reunião, a UEFA decidiu agendar as semifinais da respecagem em 8 de outubro de 2020 e as finais em 12 de novembro de 2020.
| Fase           | Rodada     | Datas                     |
| -------------- | ---------- | ------------------------- |
| Fase de grupos | 1          | 21–23 de março de 2019    |
| Fase de grupos | 2          | 24–26 de março de 2019    |
| Fase de grupos | 3          | 7–8 de junho de 2019      |
| Fase de grupos | 4          | 10–11 de junho de 2019    |
| Fase de grupos | 5          | 5–7 de setembro de 2019   |
| Fase de grupos | 6          | 8–10 de setembro de 2019  |
| Fase de grupos | 7          | 10–12 de outubro de 2019  |
| Fase de grupos | 8          | 13–15 de outubro de 2019  |
| Fase de grupos | 9          | 14–16 de novembro de 2019 |
| Fase de grupos | 10         | 17–19 de novembro de 2019 |
| Repescagem     | Semifinais | 8 de outubro de 2020      |
| Repescagem     | Finais     | 12 de novembro de 2020    |

A lista de jogos foi confirmada pela UEFA em 2 de dezembro de 2018, após o sorteio.

## Sorteio
O sorteio da fase de grupos de qualificação foi realizado em 2 de dezembro de 2018, às 12:00 CET (11:00 hora local, TUC) no Centro de Convenções de Dublin, em Dublin (Irlanda). As 55 equipas foram divididas em 10 grupos: cinco grupos de cinco equipas (Grupos A–E) e cinco grupos de seis equipas (Grupos F–J).
As equipas foram divididas com base no ranking geral da Liga das Nações da UEFA de 2018–19. Os nomes das quatro participantes das fase finais, em junho de 2019, foram colocados num pote separado e levados para os Grupos A–D, que só têm cinco equipas para poder disputar apenas oito jogos de qualificação, deixando dois jogos livres para jogar nas fases finais da Liga das Nações. As seguintes restrições também foram aplicadas por assistência de computador:
- Equipas anfitriãs: De modo a permitir a todas as 12 equipas das federações anfitriãs terem a oportunidade de se classificarem como vencedores de grupos e vice-campeões, foram colocados no máximo dois em cada grupo: Alemanha, Azerbaijão, Dinamarca, Escócia, Espanha, Hungria, Inglaterra, Irlanda, Itália, Países Baixos, Romênia e Rússia.
- Confrontos políticos: Os seguintes pares de equipas não puderam ser sorteados no mesmo grupo devido a conflitos políticos: Gibraltar/Espanha, Kosovo/Bósnia e Herzegovina, Kosovo/Sérvia. (Armênia/Azerbaijão e Rússia/Ucrânia também foram identificados como confrontos políticos, mas as equipas nesses pares estavam no mesmo pote.)
- Locais de inverno: Um máximo de duas equipas identificadas como locais com alto ou médio risco de condições severas de inverno foram colocados em cada grupo: Bielorrússia, Estónia, Finlândia, Ilhas Faroé, Islândia, Letónia, Lituânia, Noruega, Rússia e Ucrânia.
  - Os três "locais duros de inverno" (Finlândia, Ilhas Faroé e Islândia) não podem receber jogos em março ou novembro; os outros devem jogar o menor número possível de partidas em casa em março e novembro.
- Viagem em excesso: No máximo um par de equipas identificadas com distância de deslocamento excessiva em relação a outros países foi colocado em cada grupo:
  - Azerbaijão: com Islândia e com Portugal. (Gibraltar também foi identificado com o Azerbaijão por distância excessiva de viagem, mas as equipas estão no mesmo pote para o sorteio.)
  - Islândia: com Armênia, com Chipre, com Geórgia e com Israel.
  - Cazaquistão: com Andorra, com Inglaterra, com França, com Islândia, com Malta, com Irlanda do Norte, Portugal, com Irlanda, com Escócia, com Espanha e com País de Gales. (Ilhas Faroé e Gibraltar também foram identificadas com o Cazaquistão por distâncias excessivas de viagem, mas as equipas estão no mesmo pote para o sorteio.)

## Chaveamento
As seleções foram separadas nos potes com base nos rankings gerais de novembro de 2018 da Liga das Nações da UEFA de 2018–19.
| Seleção       | Rank |
| ------------- | ---- |
| Suíça         | 1    |
| Portugal      | 2    |
| Países Baixos | 3    |
| Inglaterra    | 4    |

| Seleção | Rank |
| ------- | ---- |
| Bélgica | 5    |
| França  | 6    |
| Espanha | 7    |
| Itália  | 8    |
| Croácia | 9    |
| Polónia | 10   |

| Seleção              | Rank |
| -------------------- | ---- |
| Alemanha             | 11   |
| Islândia             | 12   |
| Bósnia e Herzegovina | 13   |
| Ucrânia              | 14   |
| Dinamarca            | 15   |
| Suécia               | 16   |
| Rússia               | 17   |
| Áustria              | 18   |
| País de Gales        | 19   |
| Tchéquia             | 20   |

| Seleção          | Rank |
| ---------------- | ---- |
| Eslováquia       | 21   |
| Turquia          | 22   |
| Irlanda          | 23   |
| Irlanda do Norte | 24   |
| Escócia          | 25   |
| Noruega          | 26   |
| Sérvia           | 27   |
| Finlândia        | 28   |
| Bulgária         | 29   |
| Israel           | 30   |

| Seleção    | Rank |
| ---------- | ---- |
| Hungria    | 31   |
| Romênia    | 32   |
| Grécia     | 33   |
| Albânia    | 34   |
| Montenegro | 35   |
| Chipre     | 36   |
| Estónia    | 37   |
| Eslovênia  | 38   |
| Lituânia   | 39   |
| Geórgia    | 40   |

| Seleção            | Rank |
| ------------------ | ---- |
| Macedônia do Norte | 41   |
| Kosovo             | 42   |
| Bielorrússia       | 43   |
| Luxemburgo         | 44   |
| Armênia            | 45   |
| Azerbaijão         | 46   |
| Cazaquistão        | 47   |
| Moldávia           | 48   |
| Gibraltar          | 49   |
| Ilhas Faroé        | 50   |

| Seleção       | Rank |
| ------------- | ---- |
| Letónia       | 51   |
| Liechtenstein | 52   |
| Andorra       | 53   |
| Malta         | 54   |
| San Marino    | 55   |

## Grupos
As partidas ocorreram de 21 de março a 19 de novembro de 2019.

### Grupo A
| Pos | Equipe     | Pts | J | V | E | D | GP | GC | SG  | Classificado                     |  | Inglaterra | República Checa | Kosovo | Bulgária | Montenegro |
| --- | ---------- | --- | - | - | - | - | -- | -- | --- | -------------------------------- |  | ---------- | --------------- | ------ | -------- | ---------- |
| 1   | Inglaterra | 21  | 8 | 7 | 0 | 1 | 37 | 6  | +31 | Qualificado para o Eurocopa 2020 |  | —          | 5–0             | 5–3    | 4–0      | 7–0        |
| 2   | Tchéquia   | 15  | 8 | 5 | 0 | 3 | 13 | 11 | +2  | Qualificado para o Eurocopa 2020 |  | 2–1        | —               | 2–1    | 2–1      | 3–0        |
| 3   | Kosovo     | 11  | 8 | 3 | 2 | 3 | 13 | 16 | −3  | Avança para a repescagem         |  | 0–4        | 2–1             | —      | 1–1      | 2–0        |
| 4   | Bulgária   | 6   | 8 | 1 | 3 | 4 | 6  | 17 | −11 | Avança para a repescagem         |  | 0–6        | 1–0             | 2–3    | —        | 1–1        |
| 5   | Montenegro | 3   | 8 | 0 | 3 | 5 | 3  | 22 | −19 | Eliminado                        |  | 1–5        | 0–3             | 1–1    | 0–0      | —          |

### Grupo B
| Pos | Equipe     | Pts | J | V | E | D | GP | GC | SG  | Classificado                     |  | Ucrânia | Portugal | Sérvia | Luxemburgo | Lituânia |
| --- | ---------- | --- | - | - | - | - | -- | -- | --- | -------------------------------- |  | ------- | -------- | ------ | ---------- | -------- |
| 1   | Ucrânia    | 20  | 8 | 6 | 2 | 0 | 17 | 4  | +13 | Qualificado para o Eurocopa 2020 |  | —       | 2–1      | 5–0    | 1–0        | 2–0      |
| 2   | Portugal   | 17  | 8 | 5 | 2 | 1 | 22 | 6  | +16 | Qualificado para o Eurocopa 2020 |  | 0–0     | —        | 1–1    | 3–0        | 6–0      |
| 3   | Sérvia     | 14  | 8 | 4 | 2 | 2 | 17 | 17 | 0   | Avança para a repescagem         |  | 2–2     | 2–4      | —      | 3–2        | 4–1      |
| 4   | Luxemburgo | 4   | 8 | 1 | 1 | 6 | 7  | 16 | −9  | Eliminado                        |  | 1–2     | 0–2      | 1–3    | —          | 2–1      |
| 5   | Lituânia   | 1   | 8 | 0 | 1 | 7 | 5  | 25 | −20 | Eliminado                        |  | 0–3     | 1–5      | 1–2    | 1–1        | —        |

### Grupo C
| Pos | Equipe           | Pts | J | V | E | D | GP | GC | SG  | Classificado                     |  | Alemanha | Países Baixos | Irlanda do Norte | Bielorrússia | Estónia |
| --- | ---------------- | --- | - | - | - | - | -- | -- | --- | -------------------------------- |  | -------- | ------------- | ---------------- | ------------ | ------- |
| 1   | Alemanha         | 21  | 8 | 7 | 0 | 1 | 30 | 7  | +23 | Qualificado para o Eurocopa 2020 |  | —        | 2–4           | 6–1              | 4–0          | 8–0     |
| 2   | Países Baixos    | 19  | 8 | 6 | 1 | 1 | 24 | 7  | +17 | Qualificado para o Eurocopa 2020 |  | 2–3      | —             | 3–1              | 4–0          | 5–0     |
| 3   | Irlanda do Norte | 13  | 8 | 4 | 1 | 3 | 9  | 13 | −4  | Avança para a repescagem         |  | 0–2      | 0–0           | —                | 2–1          | 2–0     |
| 4   | Bielorrússia     | 4   | 8 | 1 | 1 | 6 | 4  | 16 | −12 | Avança para a repescagem         |  | 0–2      | 1–2           | 0–1              | —            | 0–0     |
| 5   | Estónia          | 1   | 8 | 0 | 1 | 7 | 2  | 26 | −24 | Eliminado                        |  | 0–3      | 0–4           | 1–2              | 1–2          | —       |

### Grupo D
| Pos | Equipe    | Pts | J | V | E | D | GP | GC | SG  | Classificado                     |  | Suíça | Dinamarca | República da Irlanda | Geórgia | Gibraltar |
| --- | --------- | --- | - | - | - | - | -- | -- | --- | -------------------------------- |  | ----- | --------- | -------------------- | ------- | --------- |
| 1   | Suíça     | 17  | 8 | 5 | 2 | 1 | 19 | 6  | +13 | Qualificado para o Eurocopa 2020 |  | —     | 3–3       | 2–0                  | 1–0     | 4–0       |
| 2   | Dinamarca | 16  | 8 | 4 | 4 | 0 | 23 | 6  | +17 | Qualificado para o Eurocopa 2020 |  | 1–0   | —         | 1–1                  | 5–1     | 6–0       |
| 3   | Irlanda   | 13  | 8 | 3 | 4 | 1 | 7  | 5  | +2  | Avança para a repescagem         |  | 1–1   | 1–1       | —                    | 1–0     | 2–0       |
| 4   | Geórgia   | 8   | 8 | 2 | 2 | 4 | 7  | 11 | −4  | Avança para a repescagem         |  | 0–2   | 0–0       | 0–0                  | —       | 3–0       |
| 5   | Gibraltar | 0   | 8 | 0 | 0 | 8 | 3  | 31 | −28 | Eliminado                        |  | 1–6   | 0–6       | 0–1                  | 2–3     | —         |

### Grupo E
| Pos | Equipe        | Pts | J | V | E | D | GP | GC | SG  | Classificado                     |  | Croácia | País de Gales | Eslováquia | Hungria | Azerbaijão |
| --- | ------------- | --- | - | - | - | - | -- | -- | --- | -------------------------------- |  | ------- | ------------- | ---------- | ------- | ---------- |
| 1   | Croácia       | 17  | 8 | 5 | 2 | 1 | 17 | 7  | +10 | Qualificado para o Eurocopa 2020 |  | —       | 2–1           | 3–1        | 3–0     | 2–1        |
| 2   | País de Gales | 14  | 8 | 4 | 2 | 2 | 10 | 6  | +4  | Qualificado para o Eurocopa 2020 |  | 1–1     | —             | 1–0        | 2–0     | 2–1        |
| 3   | Eslováquia    | 13  | 8 | 4 | 1 | 3 | 13 | 11 | +2  | Avança para a repescagem         |  | 0–4     | 1–1           | —          | 2–0     | 2–0        |
| 4   | Hungria       | 12  | 8 | 4 | 0 | 4 | 8  | 11 | −3  | Avança para a repescagem         |  | 2–1     | 1–0           | 1–2        | —       | 1–0        |
| 5   | Azerbaijão    | 1   | 8 | 0 | 1 | 7 | 5  | 18 | −13 | Eliminado                        |  | 1–1     | 0–2           | 1–5        | 1–3     | —          |

### Grupo F
| Pos | Equipe      | Pts | J  | V | E | D | GP | GC | SG  | Classificado                     |  | Espanha | Suécia | Noruega | Romênia | Ilhas Feroe | Malta |
| --- | ----------- | --- | -- | - | - | - | -- | -- | --- | -------------------------------- |  | ------- | ------ | ------- | ------- | ----------- | ----- |
| 1   | Espanha     | 26  | 10 | 8 | 2 | 0 | 31 | 5  | +26 | Qualificado para o Eurocopa 2020 |  | —       | 3–0    | 2–1     | 5–0     | 4–0         | 7–0   |
| 2   | Suécia      | 21  | 10 | 6 | 3 | 1 | 23 | 9  | +14 | Qualificado para o Eurocopa 2020 |  | 1–1     | —      | 1–1     | 2–1     | 3–0         | 3–0   |
| 3   | Noruega     | 17  | 10 | 4 | 5 | 1 | 19 | 11 | +8  | Avança para a repescagem         |  | 1–1     | 3–3    | —       | 2–2     | 4–0         | 2–0   |
| 4   | Romênia     | 14  | 10 | 4 | 2 | 4 | 17 | 15 | +2  | Avança para a repescagem         |  | 1–2     | 0–2    | 1–1     | —       | 4–1         | 1–0   |
| 5   | Ilhas Faroé | 3   | 10 | 1 | 0 | 9 | 4  | 30 | −26 | Eliminado                        |  | 1–4     | 0–4    | 0–2     | 0–3     | —           | 1–0   |
| 6   | Malta       | 3   | 10 | 1 | 0 | 9 | 3  | 27 | −24 | Eliminado                        |  | 0–2     | 0–4    | 1–2     | 0–4     | 2–1         | —     |

1. 1 2  Empatados em confronto direto (3) e saldo de gols confronto direto (0). Gols fora de casa no confronto direto: Ilhas Faroe 1, Malta 0.

### Grupo G
| Pos | Equipe             | Pts | J  | V | E | D | GP | GC | SG  | Classificado                     |  | Polónia | Áustria | Macedónia do Norte | Eslovénia | Israel | Letónia |
| --- | ------------------ | --- | -- | - | - | - | -- | -- | --- | -------------------------------- |  | ------- | ------- | ------------------ | --------- | ------ | ------- |
| 1   | Polónia            | 25  | 10 | 8 | 1 | 1 | 18 | 5  | +13 | Qualificado para o Eurocopa 2020 |  | —       | 0–0     | 2–0                | 3–2       | 4–0    | 2–0     |
| 2   | Áustria            | 19  | 10 | 6 | 1 | 3 | 19 | 9  | +10 | Qualificado para o Eurocopa 2020 |  | 0–1     | —       | 2–1                | 1–0       | 3–1    | 6–0     |
| 3   | Macedônia do Norte | 14  | 10 | 4 | 2 | 4 | 12 | 13 | −1  | Avança para a repescagem         |  | 0–1     | 1–4     | —                  | 2–1       | 1–0    | 3–1     |
| 4   | Eslovênia          | 14  | 10 | 4 | 2 | 4 | 16 | 11 | +5  | Eliminado                        |  | 2–0     | 0–1     | 1–1                | —         | 3–2    | 1–0     |
| 5   | Israel             | 11  | 10 | 3 | 2 | 5 | 16 | 18 | −2  | Avança para a repescagem         |  | 1–2     | 4–2     | 1–1                | 1–1       | —      | 3–1     |
| 6   | Letónia            | 3   | 10 | 1 | 0 | 9 | 3  | 28 | −25 | Eliminado                        |  | 0–3     | 1–0     | 0–2                | 0–5       | 0–3    | —       |

1. 1 2  Pontos de confronto direto: Macedônia do Norte 4, Eslovênia 1.

### Grupo H
| Pos | Equipe   | Pts | J  | V | E | D | GP | GC | SG  | Classificado                     |  | França | Turquia | Islândia | Albânia | Andorra | Moldávia |
| --- | -------- | --- | -- | - | - | - | -- | -- | --- | -------------------------------- |  | ------ | ------- | -------- | ------- | ------- | -------- |
| 1   | França   | 25  | 10 | 8 | 1 | 1 | 25 | 6  | +19 | Qualificado para o Eurocopa 2020 |  | —      | 1–1     | 4–0      | 4–1     | 3–0     | 2–1      |
| 2   | Turquia  | 23  | 10 | 7 | 2 | 1 | 18 | 3  | +15 | Qualificado para o Eurocopa 2020 |  | 2–0    | —       | 0–0      | 1–0     | 1–0     | 4–0      |
| 3   | Islândia | 19  | 10 | 6 | 1 | 3 | 14 | 11 | +3  | Avança para a repescagem         |  | 0–1    | 2–1     | —        | 1–0     | 2–0     | 3–0      |
| 4   | Albânia  | 13  | 10 | 4 | 1 | 5 | 16 | 14 | +2  | Eliminado                        |  | 0–2    | 0–2     | 4–2      | —       | 2–2     | 2–0      |
| 5   | Andorra  | 4   | 10 | 1 | 1 | 8 | 3  | 20 | −17 | Eliminado                        |  | 0–4    | 0–2     | 0–2      | 0–3     | —       | 1–0      |
| 6   | Moldávia | 3   | 10 | 1 | 0 | 9 | 4  | 26 | −22 | Eliminado                        |  | 1–4    | 0–4     | 1–2      | 0–4     | 1–0     | —        |

### Grupo I
| Pos | Equipe      | Pts | J  | V  | E | D  | GP | GC | SG  | Classificado                     |  | Bélgica | Rússia | Escócia | Chipre | Cazaquistão | San Marino |
| --- | ----------- | --- | -- | -- | - | -- | -- | -- | --- | -------------------------------- |  | ------- | ------ | ------- | ------ | ----------- | ---------- |
| 1   | Bélgica     | 30  | 10 | 10 | 0 | 0  | 40 | 3  | +37 | Qualificado para o Eurocopa 2020 |  | —       | 3–1    | 3–0     | 6–1    | 3–0         | 9–0        |
| 2   | Rússia      | 24  | 10 | 8  | 0 | 2  | 33 | 8  | +25 | Qualificado para o Eurocopa 2020 |  | 1–4     | —      | 4–0     | 1–0    | 1–0         | 9–0        |
| 3   | Escócia     | 15  | 10 | 5  | 0 | 5  | 16 | 19 | −3  | Avança para a repescagem         |  | 0–4     | 1–2    | —       | 2–1    | 3–1         | 6–0        |
| 4   | Chipre      | 10  | 10 | 3  | 1 | 6  | 15 | 20 | −5  | Eliminado                        |  | 0–2     | 0–5    | 1–2     | —      | 1–1         | 5–0        |
| 5   | Cazaquistão | 10  | 10 | 3  | 1 | 6  | 13 | 17 | −4  | Eliminado                        |  | 0–2     | 0–4    | 3–0     | 1–2    | —           | 4–0        |
| 6   | San Marino  | 0   | 10 | 0  | 0 | 10 | 1  | 51 | −50 | Eliminado                        |  | 0–4     | 0–5    | 0–2     | 0–4    | 1–3         | —          |

1. 1 2  Pontos no confronto direto: Chipre 4, Cazaquistão 1.

### Grupo J
| Pos | Equipe               | Pts | J  | V  | E | D | GP | GC | SG  | Classificado                     |  | Itália | Finlândia | Grécia | Bósnia e Herzegovina | Arménia | Liechtenstein |
| --- | -------------------- | --- | -- | -- | - | - | -- | -- | --- | -------------------------------- |  | ------ | --------- | ------ | -------------------- | ------- | ------------- |
| 1   | Itália               | 30  | 10 | 10 | 0 | 0 | 37 | 4  | +33 | Qualificado para o Eurocopa 2020 |  | —      | 2–0       | 2–0    | 2–1                  | 9–1     | 6–0           |
| 2   | Finlândia            | 18  | 10 | 6  | 0 | 4 | 16 | 10 | +6  | Qualificado para o Eurocopa 2020 |  | 1–2    | —         | 1–0    | 2–0                  | 3–0     | 3–0           |
| 3   | Grécia               | 14  | 10 | 4  | 2 | 4 | 12 | 14 | −2  | Eliminado                        |  | 0–3    | 2–1       | —      | 2–1                  | 2–3     | 1–1           |
| 4   | Bósnia e Herzegovina | 13  | 10 | 4  | 1 | 5 | 20 | 17 | +3  | Avança para a repescagem         |  | 0–3    | 4–1       | 2–2    | —                    | 2–1     | 5–0           |
| 5   | Armênia              | 10  | 10 | 3  | 1 | 6 | 14 | 25 | −11 | Eliminado                        |  | 1–3    | 0–2       | 0–1    | 4–2                  | —       | 3–0           |
| 6   | Liechtenstein        | 2   | 10 | 0  | 2 | 8 | 2  | 31 | −29 | Eliminado                        |  | 0–5    | 0–2       | 0–2    | 0–3                  | 1–1     | —             |

## Repescagem
Na repescagem, mais quatro participantes do Campeonato Europeu de 2020 foram determinados em duas rodadas. Um total de 16 equipes participaram desta fase.
A repescagem foi dividida em quatro caminhos, A, B, C e D, correspondentes às quatro ligas. Isso garantiu que os vencedores da fase de grupos da Liga das Nações da UEFA de 2018–19 não competissem contra equipes de ligas acimas. O sorteio ocorreu em 22 de novembro de 2019.
As partidas estavam marcadas para serem disputadas em junho de 2020 após terem sido adiadas de março de 2020 devido a pandemia de COVID-19. Porém em 1 de abril de 2020 a UEFA anunciou um novo adiamento para datas a serem definidas.
| Liga A | Liga A   | Liga A |
| Rank   | Equipe   |        |
| ------ | -------- | ------ |
| 1      | Islândia |        |
| 2      | Bulgária |        |
| 3      | Hungria  |        |
| 4      | Romênia  |        |

| Liga B | Liga B               | Liga B |
| Rank   | Equipe               |        |
| ------ | -------------------- | ------ |
| 1      | Bósnia e Herzegovina |        |
| 2      | Eslováquia           |        |
| 3      | Irlanda              |        |
| 4      | Irlanda do Norte     |        |

| Liga C | Liga C  | Liga C |
| Rank   | Equipe  |        |
| ------ | ------- | ------ |
| 1      | Escócia |        |
| 2      | Noruega |        |
| 3      | Sérvia  |        |
| 4      | Israel  |        |

| Liga D | Liga D             | Liga D |
| Rank   | Equipe             |        |
| ------ | ------------------ | ------ |
| 1      | Geórgia            |        |
| 2      | Macedônia do Norte |        |
| 3      | Kosovo             |        |
| 4      | Bielorrússia       |        |

As seguintes equipes da Liga C (classificadas pelo ranking da Liga das Nações) participaram no sorteio, com uma sendo sorteada no Caminho C e três sendo sorteadas no Caminho A:
- Bulgária
- Romênia
- Israel
- Hungria

Dessas quatro equipes, uma equipe foi movida para o Caminho C e ocupou a posição C4. As três equipes restantes foram para o Caminho A e ocuparam as posições A2, A3 e A4, seguindo o ranking da Liga das Nações.
Com os anfitriões Escócia no Caminho C, e dois outros anfitriões, Hungria e Romênia sendo arrastados para o Caminho A ou C, não foi possível impedir que um desses caminhos contenha duas equipes que serão sedes. Portanto, o vencedor do caminho com dois anfitriões foi designado para dois grupos finais de torneios.
As partidas de semifinal seriam disputadas em 26 de março e a final em junho de 2020. As partidas foram confirmadas pela UEFA em 22 de novembro de 2019 logo após a realização do sorteio.

### Caminho A
A Hungria, vencedora do caminho A, foi automaticamente ao Grupo F.
| Equipe 1   | Resultado | Equipe 2 |
| ---------- | --------- | -------- |
| Semifinais |           |          |
| Islândia   | 2–1       | Romênia  |
| Bulgária   | 1–3       | Hungria  |
| Final      |           |          |
| Hungria    | 2–1       | Islândia |

#### Semifinais
| 8 de outubro de 2020 | Islândia               | 2 – 1     | Romênia         | Laugardalsvöllur, Reiquiavique        |
| 18:45 (UTC+0)        | G. Sigurðsson 16', 35' | Relatório | Maxim 63' (pen) | Público: 0 Árbitro: SVN Damir Skomina |

| 8 de outubro de 2020 | Bulgária  | 1 – 3     | Hungria                              | Estádio Nacional Vasil Levski, Sófia     |
| 21:45 (UTC+3)        | Yomov 89' | Relatório | Orban 17' · Kalmár 47' · Nikolić 75' | Público: 0 Árbitro: POL Szymon Marciniak |

#### Final
| 12 de novembro de 2020 | Hungria                     | 2 – 1     | Islândia          | Puskás Aréna, Budapeste    |
| 20:45 (UTC+1)          | Négo 88' · Szoboszlai 90+2' | Relatório | G. Sigurðsson 11' | Árbitro: NED Björn Kuipers |

### Caminho B
A Eslováquia, vencedora do caminho B, foi automaticamente ao Grupo E.
| Equipe 1             | Resultado   | Equipe 2         |
| -------------------- | ----------- | ---------------- |
| Semifinais           |             |                  |
| Bósnia e Herzegovina | 1–1 (3–4 p) | Irlanda do Norte |
| Eslováquia           | 0–0 (4–2 p) | Irlanda          |
| Final                |             |                  |
| Irlanda do Norte     | 1–2 (pro)   | Eslováquia       |

#### Semifinais
| 8 de outubro de 2020 | Bósnia e Herzegovina | 1 – 1 (pro) | Irlanda do Norte | Stadion Grbavica, Sarajevo       |
| 20:45 (UTC+2)        | Krunić 14'           | Relatório   | McGinn 53'       | Árbitro: ESP Antonio Mateu Lahoz |

|                                       |       | Penalidades                              |  |
| Pjanić Hajradinović Višća Hotić Džeko | 3 – 4 | Dallas Lafferty Saville Washington Boyce |  |

| 8 de outubro de 2020 | Eslováquia | 0 – 0 (pro) | Irlanda | Tehelné pole, Bratislava    |
| 20:45 (UTC+2)        |            | Relatório   |         | Árbitro: FRA Clément Turpin |

|                                  |       | Penalidades                    |  |
| Hamšík Hrošovský Haraslín Greguš | 4 – 2 | Hourihane Brady Browne Doherty |  |

#### Final
| 12 de novembro de 2020 | Irlanda do Norte    | 1 – 2 (pro) | Eslováquia             | Windsor Park, Belfast    |
| 19:45 (UTC+0)          | Škriniar 88' (g.c.) | Relatório   | Kucka 17' · Ďuriš 110' | Árbitro: GER Felix Brych |

### Caminho C
A Escócia, vencedora do Caminho C, foi automaticamente ao Grupo D.
| Equipe 1   | Resultado   | Equipe 2 |
| ---------- | ----------- | -------- |
| Semifinais |             |          |
| Escócia    | 0–0 (5–3 p) | Israel   |
| Noruega    | 1–2 (pro)   | Sérvia   |
| Final      |             |          |
| Sérvia     | 1–1 (4–5 p) | Escócia  |

#### Semifinais
| 8 de outubro de 2020 | Noruega     | 1 – 2 (pro) | Sérvia                     | Ullevaal Stadion, Oslo      |
| 20:45 (UTC+2)        | Normann 88' | Relatório   | Milinković-Savić 82', 102' | Árbitro: ITA Daniele Orsato |

| 8 de outubro de 2020 | Escócia | 0 – 0 (pro) | Israel | Hampden Park, Glasgow       |
| 19:45 (UTC+1)        |         | Relatório   |        | Árbitro: ROU Ovidiu Hațegan |

|                                            |       | Penalidades                     |  |
| McGinn McGregor McTominay Shankland McLean | 5 – 3 | Zahavi Bitton Weissman Abu Fani |  |

#### Final
| 12 de novembro de 2020 | Sérvia    | 1 – 1 (pro) | Escócia      | Estádio Estrela Vermelha, Belgrado |
| 20:45 (UTC+1)          | Jović 90' | Relatório   | Christie 52' | Árbitro: ESP Antonio Mateu Lahoz   |

|                                      |       | Penalidades                                  |  |
| Tadić Jović Gudelj Katai A. Mitrović | 4 – 5 | Griffiths McGregor McTominay McBurnie McLean |  |

### Caminho D
A Macedônia do Norte, vencedora do Caminho D, foi automaticamente ao Grupo C.
| Equipe 1           | Resultado | Equipe 2           |
| ------------------ | --------- | ------------------ |
| Semifinais         |           |                    |
| Geórgia            | 1–0       | Bielorrússia       |
| Macedônia do Norte | 2–1       | Kosovo             |
| Final              |           |                    |
| Geórgia            | 0–1       | Macedônia do Norte |

#### Semifinais
| 8 de outubro de 2020 | Geórgia              | 1 – 0     | Bielorrússia | Estádio Boris Paichadze, Tbilisi     |
| 20:00 (UTC+4)        | Okriashvili 7' (pen) | Relatório |              | Público: 0 Árbitro: TUR Cüneyt Çakır |

| 8 de outubro de 2020 | Macedônia do Norte                 | 2 – 1     | Kosovo          | Arena Toše Proeski, Escópia            |
| 20:45 (UTC+2)        | Kololli 16' (g.c.) · Velkovski 33' | Relatório | Hadergjonaj 29' | Público: 0 Árbitro: NED Danny Makkelie |

#### Final
| 12 de novembro de 2020 | Geórgia | 0 – 1     | Macedônia do Norte | Estádio Boris Paichadze, Tbilisi       |
| 21:00 (UTC+4)          |         | Relatório | Pandev 56'         | Público: 0 Árbitro: ENG Anthony Taylor |